# Бялобжеги (Подляское воеводство)
Бялобжеги (пол. Białobrzegi) — деревня в Августовском повете Подляского воеводства Польши. Входит в состав гмины Августув. Находится на реке Нетта примерно в 5 км к югу от города Августов. Через деревню проходит европейский маршрут E67. По данным переписи 2011 года, в деревне проживало 333 человека.